# Mukbang
Mukbang, meokbang (ko. 먹방, IPA: mʌk̚.p͈aŋ ( odsłuchaj)) – audiowizualna transmisja internetowa, podczas której prezentowane jest spożywanie dużej ilości jedzenia różnego rodzaju, najczęściej w interakcji z widzami. Trend zyskał popularność w 2010 roku w Korei Południowej, gdzie stał się jednym z najważniejszych elementów koreańskiej fali. W 2014 roku zjawisko stało się fenomenem internetowym o globalnym zasięgu.

## Etymologia
Słowo „mukbang” stanowi zbitkę wyrazową koreańskich słów „먹다” (meokda – „jeść”) oraz „방송” (bang-song – „telewizja”, „transmisja”).

## Podłoże historyczne
Kultura jedzenia państw Korei jest oparta na zdrowych nawykach żywieniowych i restrykcyjnej etykiecie. Czynność spożywania posiłków w tych krajach często przybiera charakter społeczny – tradycją jest wspólne zasiadanie do stołu i dzielenie się jedzeniem.
Podczas lat 2000. znacząco wzrosła ilość jednoosobowych gospodarstw domowych w Korei Południowej. Mieszkańcy często z młodszego pokolenia coraz częściej zaczęli odczuwać potrzebę kontynuowania tradycji wspólnego spożywania posiłku. Aby przeciwdziałać temu problemowi, użytkownicy Internetu zaczęli prowadzić transmisje na żywo poświęcone prezentowaniu czynności jedzenia, by móc zapewnić widzom poczucie wspólnego spożywania posiłku i rozmowy przy jedzeniu, zgodnie z tradycją.

## Krytyka
Zjawisko mukbang zostało poddane szerokiej krytyce za próbę znormalizowania i gloryfikacji niezdrowych nawyków żywieniowych oraz marnowanie żywności.
W lipcu 2018 rząd Korei Południowej w odpowiedzi na gwałtowny wzrost otyłości w kraju zapowiedział stworzenie wytycznych określających niezdrowe nawyki żywieniowe i sposoby na ich przeciwdziałanie. Decyzja spotkała się z krytyką: przeciwnicy wprowadzenia wytycznych argumentowali, że „ograniczają one wolność jednostki” oraz że „rząd nie rozumie fenomenu tego zjawiska”.
W badaniu przeprowadzonym przez wydział medycyny Narodowego Uniwersytetu Seulskiego dokonano analizy popularności zjawiska mukbang i jego wpływu na zdrowie społeczeństwa: jego autorzy na podstawie relacji medialnych, artykułów i treści umieszczanych w mediach strumieniowych stwierdzają, że ludzie często oglądający transmisje typu mukbang mogą być bardziej podatni na wyrobienie złych nawyków żywieniowych.